# Pedro III de Rusia
Pedro III Fiodorovich (en ruso: Пётр III Фёдорович, romanizado: Pyotr III Fyodorovich; Kiel, 21 de febrero de 1728-Ropsha, 18 de julio de 1762) fue el zar de Rusia del 5 de enero al 9 de julio de 1762, cuando fue derrocado por su esposa Sofía Federica Augusta, quien ascendería al trono imperial como Catalina II La Grande. Nació en la ciudad alemana de Kiel como Carlos Pedro Ulrico de Schleswig-Holstein-Gottorp (en alemán: Karl Peter Ulrich von Schleswig-Holstein-Gottorp). Era bisnieto de Carlos XI de Suecia, nieto de Pedro el Grande e hijo de Carlos Federico de Holstein-Gottorp y Ana Petrovna Románova y el primer representante de la rama Oldenburgo en la Dinastía Románov. Desde 1739 fue Duque de Holstein-Gottorp.
Pedro III apenas hablaba ruso y aplicó una política fuertemente prusiana, lo que le convirtió en un líder impopular. Los dos países estaban en bandos opuestos de la Guerra de los Siete Años, y las tropas rusas amenazaban Berlín en el momento en que Pedro accedió al trono. Pedro cambió inmediatamente de bando en la guerra y retiró sus tropas de Prusia, deteniendo las hostilidades militares y logrando la paz con el rey de Prusia Federico II el Grande, y deshaciendo así los logros militares conseguidos con mucho esfuerzo. 
Fue depuesto finalmente por las tropas leales a su esposa, Catalina, que, a pesar de su origen alemán, era nacionalista rusa, y quien le sucedió como emperatriz. Pedro murió en cautiverio poco después de su derrocamiento, quizás con la aprobación de Catalina como parte de la conspiración golpista. Sin embargo, otra teoría sostiene que su muerte fue imprevista, como consecuencia de una pelea de borrachos con uno de sus guardias.

## Biografía
Pedro nació el 21 de febrero de 1728 en Kiel, Ducado de Holstein-Gottorp. Su madre, la gran duquesa Ana Petrovna, falleció cuando Pedro tenía tres meses de edad, por lo que quedó totalmente huérfano al morir su padre cuando Pedro tenía once años. Durante el resto de su infancia y primeros años de juventud, vivió bajo la custodia de su tío, Adolfo Federico Holstein, obispo de Lübeck.

### Años en Rusia
Cuando su tía materna se convirtió en zarina como Isabel I de Rusia tras un golpe de Estado en 1741, hizo ir a su sobrino a la corte de San Petersburgo con la intención de instruirlo y convertirlo en sucesor al trono.
Por decisión de su tía contrajo nupcias en 1745 con la princesa Sofía de Anhalt-Zerbst, que se convirtió a la fe ortodoxa con el nombre de “Catalina Alekséievna” y que años después fue Catalina II de Rusia.
«Mientras la gran duquesa Catalina ignoraba a su esposo, con aventuras amorosas y una intensa vida palaciega, Pedro [...] se dedicaba a la caza, a la instrucción militar y, muchas noches, a organizar en sus aposentos batallas ficticias con sus amados soldaditos de plomo.»
De este matrimonio nacieron dos hijos, el futuro Pablo I en 1754 y luego la Gran Duquesa Ana Petrovna, quien murió en la niñez.

### Reinado

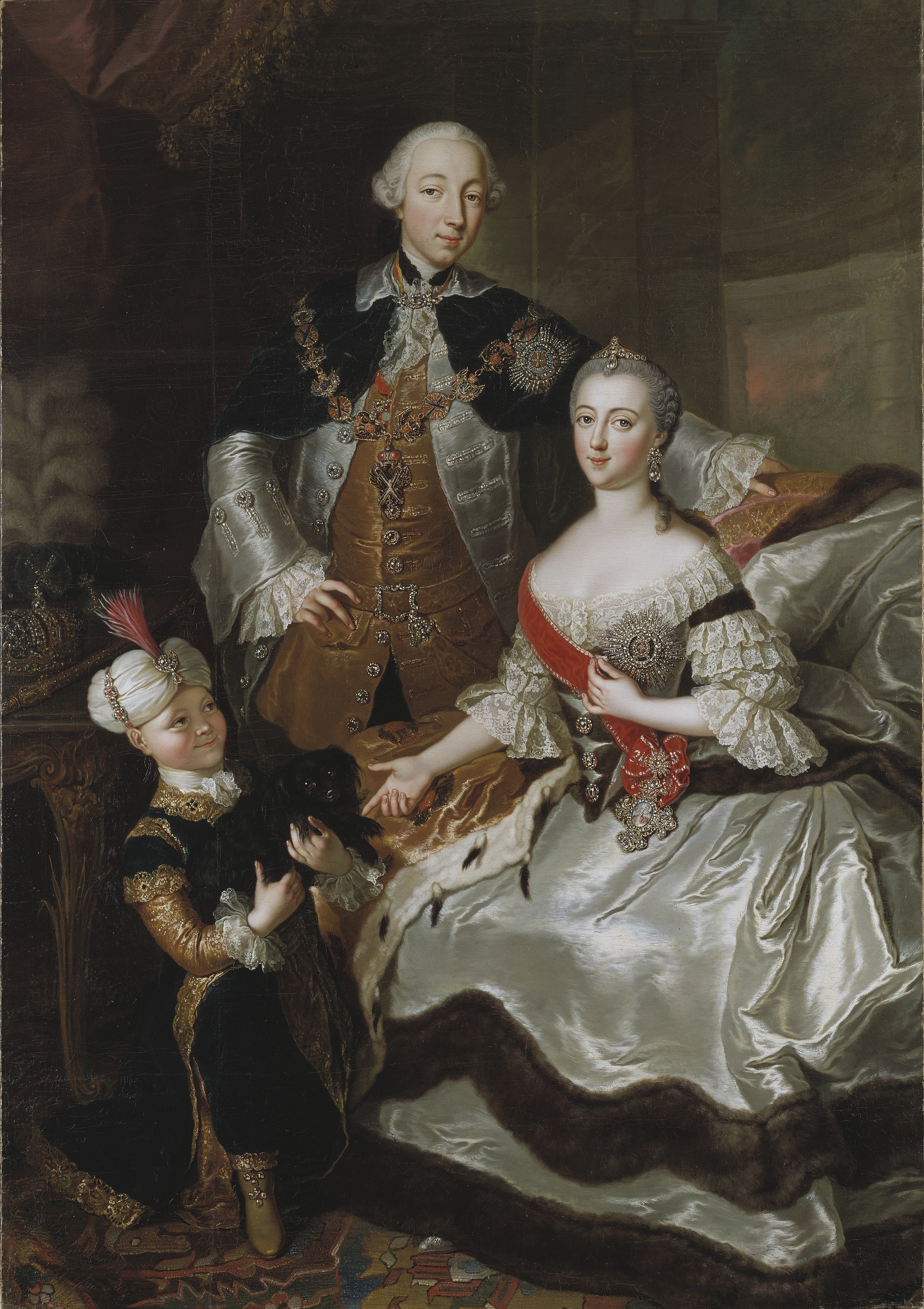
La familia de Pedro III y Catalina II, por Anna Rosina Lisiewska.

Pedro III reinó 186 días, sin llegar a celebrarse la ceremonia de su coronación. Al morir Isabel I de Rusia, el nuevo zar de Rusia, Pedro III, inició una política de acercamiento al Reino de Prusia.

#### Milagro de la Casa de Brandeburgo
Después de seis años de feroz lucha en la Guerra de los Siete Años, a fines de 1761 el ejército prusiano estaba muy debilitado, con su economía casi arruinada, y amenazado por los ejércitos de Austria y Rusia, muy superiores en número. Aunque Federico II el Grande había poseído el ejército más poderoso y efectivo de Europa, apenas contaba con 60.000 soldados disponibles para seguir luchando en dos frentes contra dos enemigos muy poderosos, sin contar con la amenaza militar de Francia en su flanco occidental; a fines de 1761 Federico el Grande consideraba perdido a su reino y el propio monarca estaba al borde del suicidio.
No obstante, el 5 de enero de 1762, murió la emperatriz Isabel I de Rusia, evento explicable por su larga enfermedad y la edad de la soberana, pero no dejaba de ser un suceso inesperado en medio de la Guerra de los Siete Años; de inmediato el muy joven sobrino y sucesor de la zarina llegó al trono ruso como Pedro III de Rusia. El nuevo zar Pedro era un gran admirador de Federico el Grande así como de la disciplina del ejército prusiano y su eficaz administración; días después de asumir el trono, y aprovechando la suspensión de actividades bélicas por el invierno, Pedro III de Rusia ordenó a sus tropas cesar la lucha contra Prusia inmediatamente y devolver a Federico el Grande todo el territorio prusiano ocupado, sin exigir a cambio ventajas o indemnizaciones. 
En cuestión de días, Austria quedó como único gran enemigo del Reino de Prusia, pero sin el decisivo apoyo de varios miles de soldados rusos pronto la corte de Viena debió también pactar la paz con Federico el Grande. La inesperada paz con Rusia, y el hecho que el zar Pedro III no pusiera condiciones a ella, fortalecieron al reino prusiano y le permitió sobrevivir en última instancia, forzando a que primero Austria y luego Francia firmaran la paz definitiva con los prusianos.

#### Política interna
El nuevo zar atacó algunos de los pilares del Imperio ruso. En primer lugar, ordenó al clero ortodoxo que se afeitase la barba (en Rusia, la barba era símbolo de sabiduría y tradición). Además, implantó una política de secularización de bienes que afectaba a la Iglesia ortodoxa, la cual acabó retirando su apoyo al zar. Asimismo, la nobleza rusa y los poderosos boyardos se vieron apartados del poder y sustituidos por alemanes. Introdujo igualmente a militares prusianos en el ejército ruso, lo que le valió el rechazo de la guardia imperial.
En cuanto a su relación matrimonial con la emperatriz Catalina, cada vez corrían más rumores de que Pedro III planeaba repudiar a su esposa, alegando no ser el verdadero padre del Gran Duque Pablo. Así, estaría libre para casarse con la que era su amante, Elizaveta Vorontsova, hermana de Catalina Dáshkova. Finalmente, acabó ordenando a su esposa Catalina que se retirase a un pabellón imperial, en el palacio de Peterhof, a la espera de que el zar se reuniera con ella. Catalina así lo hizo, alejándose de San Petersburgo. Sobre este asunto, el Duque de Almodóvar indica lo siguiente en su correspondencia como embajador en Rusia y testigo de la intriga que depuso a Pedro III:

Algunos dicen que a la Emperatriz, desde Peterhofff en donde estaba arrestada, debían en esta noche del 9 al 10 (de junio), conducirla a un convento e igualmente así a su hijo el Gran Duque Paulo Petrowitz, que había quedado en el Palacio de Estío de esta ciudad. Que en el día de mañana diez (de junio) se había de hacer la declaración del repudio por el Emperador, declarando este soberano al mismo tiempo por su esposa y Emperatriz a la Condesa Yelizaveta Vorontsova.

Mientras Pedro III se retiraba unos días al palacio de Oranienbaum, Catalina iniciaba una revolución palaciega, apoyada por su amante, Grigori Orlov.

### Fallecimiento

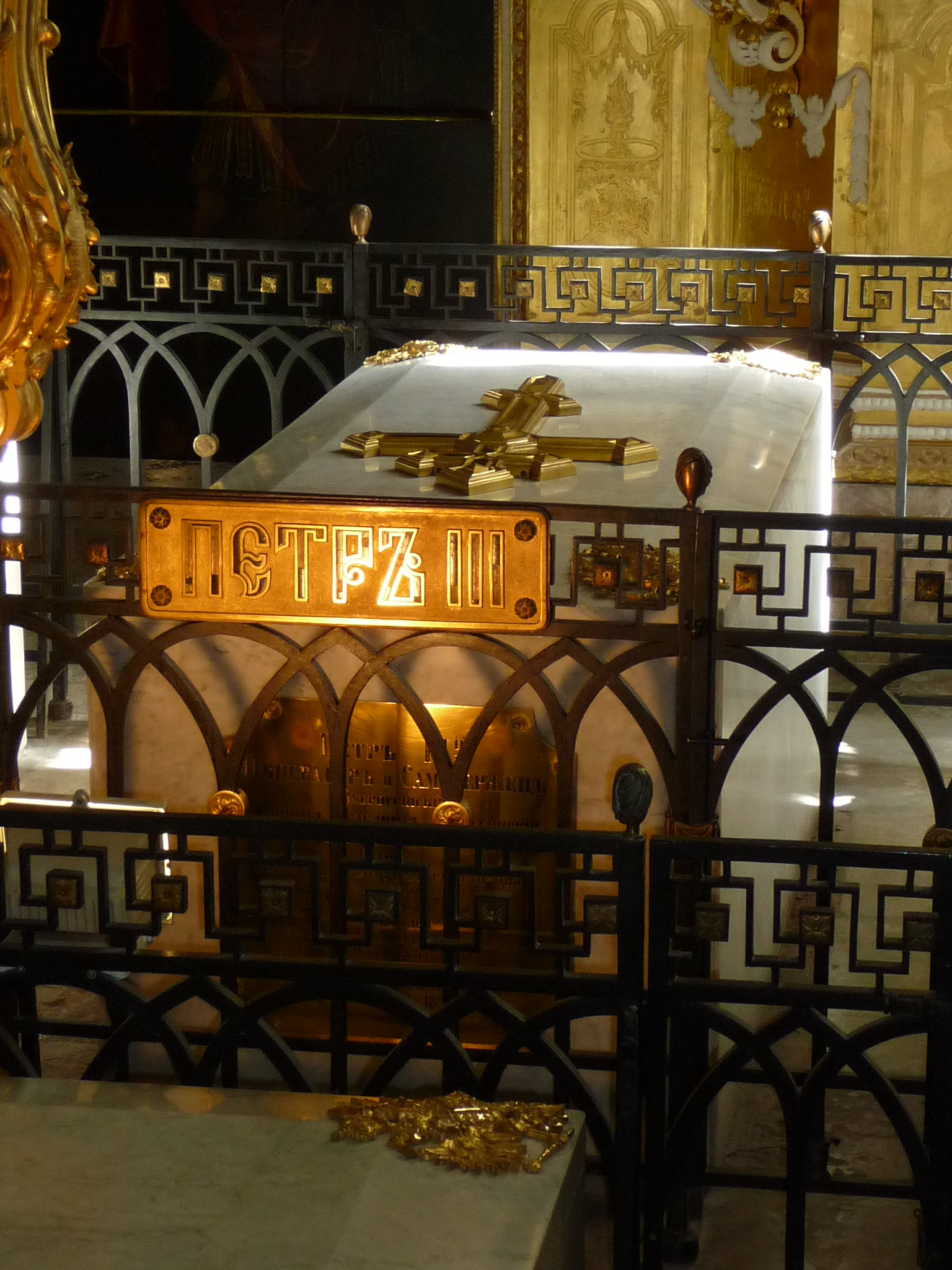
Tumba de Pedro III en la Catedral de San Pedro y San Pablo.

Pedro, apresado y vencido, redactó una carta a la emperatriz, en la que pedía volver a la región donde había nacido, junto con su amante, y poder vivir allí en paz. Catalina II de Rusia, viendo el peligro que representaba Pedro, a pesar de haber sido derrocado, ordenó que fuese llevado en secreto al palacio de Ropsha, donde viviría cómodamente. Pocos días después del golpe de Estado, Catalina II recibió la noticia de la muerte de su esposo.
A pesar de que la zarina emitió un comunicado al pueblo ruso informando de que el depuesto Pedro III había muerto por problemas hemorroidales, las hipótesis más claras apuntan a que fue asesinado por los hermanos del favorito de la emperatriz, los hermanos Orlov. Las hipótesis de su asesinato apuntan hacia un estrangulamiento, hecho que tiene cierto fundamento, ya que el día del entierro de Pedro, se le colocó una bufanda en el cuello, quizás, para poder cubrir las marcas del asesinato.

## Legado
Olvidado durante el reinado de Catalina la Grande, Pedro III se mantuvo siempre en la memoria de su hijo legítimo de cara al trono, el Gran Duque Pablo, que pronto despreció a su madre ante el supuesto asesinato, e imitó las costumbres prusianas de su padre. Así, cuando subió al trono como Pablo I, exhumó su cadáver y le brindó una ceremonia fúnebre con honores en 1796, tras la muerte de Catalina.

## Títulos y tratamientos
| ● 21 de febrero de 1728-18 de junio de 1739:   | Su Alteza el príncipe Carlos Pedro Ulrico de Schleswig-Holstein-Gottorf |
| ● 18 de junio de 1739-17 de noviembre de 1742: | Su Alteza el duque de Schleswig-Holstein-Gottorf                        |
| ● 17 de noviembre de 1742-5 de enero de 1762:  | Su Alteza Imperial el gran príncipe Pedro Fiódorovich de Rusia          |
| ● 5 de enero de 1762-9 de julio de 1762:       | Su Majestad Imperial el emperador y autócrata de toda Rusia             |
| ● 9 de julio de 1762-18 de julio de 1762:      | El exemperador Pedro Fiódorovich                                        |

## Antepasados
| \| \| \| \| \| \| \| \| \| \| \| \| \| \| \| \| \| \| \| \| 8. Duque Cristian Alberto de Holstein-Gottorp \| \| \| \| \| \| \| \| \| \| \| \| \| \| \| \| \| \| \| \| \| \| \| \| \| \| \| \| \| \| \| \| \| \| \| \| \| \| \| \| \| \| \| \| \| \| \| \| \| \| \| \| \| \| 4. Duque Federico IV de Holstein-Gottorp \| \| \| \| \| \| \| \| \| \| \| \| \| \| \| \| \| \| \| \| \| \| \| \| \| \| \| \| \| \| \| \| \| \| \| \| \| \| \| \| \| \| \| \| \| \| \| \| \| \| \| \| \| \| 9. Princesa Frederica Amalia de Dinamarca \| \| \| \| \| \| \| \| \| \| \| \| \| \| \| \| \| \| \| \| \| \| \| \| \| \| \| \| \| \| \| \| \| \| \| \| \| \| \| \| \| \| \| \| \| \| \| \| \| \| \| \| \| \| 2. Duque Carlos Federico de Holstein-Gottorp \| \| \| \| \| \| \| \| \| \| \| \| \| \| \| \| \| \| \| \| \| \| \| \| \| \| \| \| \| \| \| \| \| \| \| \| \| \| \| \| \| \| \| \| \| \| \| \| \| \| \| \| \| \| 10. Rey Carlos XI de Suecia \| \| \| \| \| \| \| \| \| \| \| \| \| \| \| \| \| \| \| \| \| \| \| \| \| \| \| \| \| \| \| \| \| \| \| \| \| \| \| \| \| \| \| \| \| \| \| \| \| \| \| \| \| \| 5. Princesa Hedvig Sophia de Suecia \| \| \| \| \| \| \| \| \| \| \| \| \| \| \| \| \| \| \| \| \| \| \| \| \| \| \| \| \| \| \| \| \| \| \| \| \| \| \| \| \| \| \| \| \| \| \| \| \| \| \| \| \| \| 11. Princesa Ulrika Eleonora de Dinamarca \| \| \| \| \| \| \| \| \| \| \| \| \| \| \| \| \| \| \| \| \| \| \| \| \| \| \| \| \| \| \| \| \| \| \| \| \| \| \| \| \| \| \| \| \| \| \| \| \| \| \| \| \| \| 1. Emperador Pedro III de Rusia \| \| \| \| \| \| \| \| \| \| \| \| \| \| \| \| \| \| \| \| \| \| \| \| \| \| \| \| \| \| \| \| \| \| \| \| \| \| \| \| \| \| \| \| \| \| \| \| \| \| \| \| \| \| 12. Zar Alexis I de Rusia \| \| \| \| \| \| \| \| \| \| \| \| \| \| \| \| \| \| \| \| \| \| \| \| \| \| \| \| \| \| \| \| \| \| \| \| \| \| \| \| \| \| \| \| \| \| \| \| \| \| \| \| \| \| 6. Emperador Pedro I de Rusia el Grande \| \| \| \| \| \| \| \| \| \| \| \| \| \| \| \| \| \| \| \| \| \| \| \| \| \| \| \| \| \| \| \| \| \| \| \| \| \| \| \| \| \| \| \| \| \| \| \| \| \| \| \| \| \| 13. Zarina Natalya Kirillovna Narýshkina \| \| \| \| \| \| \| \| \| \| \| \| \| \| \| \| \| \| \| \| \| \| \| \| \| \| \| \| \| \| \| \| \| \| \| \| \| \| \| \| \| \| \| \| \| \| \| \| \| \| \| \| \| \| 3. Gran Duquesa Anna Petrovna de Rusia \| \| \| \| \| \| \| \| \| \| \| \| \| \| \| \| \| \| \| \| \| \| \| \| \| \| \| \| \| \| \| \| \| \| \| \| \| \| \| \| \| \| \| \| \| \| \| \| \| \| \| \| \| \| 14. Samuel Skowroński \| \| \| \| \| \| \| \| \| \| \| \| \| \| \| \| \| \| \| \| \| \| \| \| \| \| \| \| \| \| \| \| \| \| \| \| \| \| \| \| \| \| \| \| \| \| \| \| \| \| \| \| \| \| 7. Emperatriz Caterina I de Rusia \| \| \| \| \| \| \| \| \| \| \| \| \| \| \| \| \| \| \| \| \| \| \| \| \| \| \| \| \| \| \| \| \| \| \| \| \| \| \| \| \| \| \| \| \| \| \| \| \| \| \| \| \| \| 15. Elisabeth Moritz \| \| \| \| \| \| \| \| \| \| \| \| \| \| \| \| \| \| \| \| \| \| \| \| \| \| \| \| \| \| \| \| \| \| \| \| \| \| \| \| \| \| \| \| \| \| \| \| \| \| \| \| |                                               |  |  |  |  |  |  |  |  |  |  |  |  |  |  |  |
| |                                               |  |  |  |  |  |  |  |  |  |  |  |  |  |  |  |
| | 8. Duque Cristian Alberto de Holstein-Gottorp |  |  |  |  |  |  |  |  |  |  |  |  |  |  |  |
| |                                               |  |  |  |  |  |  |  |  |  |  |  |  |  |  |  |
| |                                               |  |  |  |  |  |  |  |  |  |  |  |  |  |  |  |
| | 4. Duque Federico IV de Holstein-Gottorp      |  |  |  |  |  |  |  |  |  |  |  |  |  |  |  |
| |                                               |  |  |  |  |  |  |  |  |  |  |  |  |  |  |  |
| |                                               |  |  |  |  |  |  |  |  |  |  |  |  |  |  |  |
| | 9. Princesa Frederica Amalia de Dinamarca     |  |  |  |  |  |  |  |  |  |  |  |  |  |  |  |
| |                                               |  |  |  |  |  |  |  |  |  |  |  |  |  |  |  |
| |                                               |  |  |  |  |  |  |  |  |  |  |  |  |  |  |  |
| | 2. Duque Carlos Federico de Holstein-Gottorp  |  |  |  |  |  |  |  |  |  |  |  |  |  |  |  |
| |                                               |  |  |  |  |  |  |  |  |  |  |  |  |  |  |  |
| |                                               |  |  |  |  |  |  |  |  |  |  |  |  |  |  |  |
| | 10. Rey Carlos XI de Suecia                   |  |  |  |  |  |  |  |  |  |  |  |  |  |  |  |
| |                                               |  |  |  |  |  |  |  |  |  |  |  |  |  |  |  |
| |                                               |  |  |  |  |  |  |  |  |  |  |  |  |  |  |  |
| | 5. Princesa Hedvig Sophia de Suecia           |  |  |  |  |  |  |  |  |  |  |  |  |  |  |  |
| |                                               |  |  |  |  |  |  |  |  |  |  |  |  |  |  |  |
| |                                               |  |  |  |  |  |  |  |  |  |  |  |  |  |  |  |
| | 11. Princesa Ulrika Eleonora de Dinamarca     |  |  |  |  |  |  |  |  |  |  |  |  |  |  |  |
| |                                               |  |  |  |  |  |  |  |  |  |  |  |  |  |  |  |
| |                                               |  |  |  |  |  |  |  |  |  |  |  |  |  |  |  |
| | 1. Emperador Pedro III de Rusia               |  |  |  |  |  |  |  |  |  |  |  |  |  |  |  |
| |                                               |  |  |  |  |  |  |  |  |  |  |  |  |  |  |  |
| |                                               |  |  |  |  |  |  |  |  |  |  |  |  |  |  |  |
| | 12. Zar Alexis I de Rusia                     |  |  |  |  |  |  |  |  |  |  |  |  |  |  |  |
| |                                               |  |  |  |  |  |  |  |  |  |  |  |  |  |  |  |
| |                                               |  |  |  |  |  |  |  |  |  |  |  |  |  |  |  |
| | 6. Emperador Pedro I de Rusia el Grande       |  |  |  |  |  |  |  |  |  |  |  |  |  |  |  |
| |                                               |  |  |  |  |  |  |  |  |  |  |  |  |  |  |  |
| |                                               |  |  |  |  |  |  |  |  |  |  |  |  |  |  |  |
| | 13. Zarina Natalya Kirillovna Narýshkina      |  |  |  |  |  |  |  |  |  |  |  |  |  |  |  |
| |                                               |  |  |  |  |  |  |  |  |  |  |  |  |  |  |  |
| |                                               |  |  |  |  |  |  |  |  |  |  |  |  |  |  |  |
| | 3. Gran Duquesa Anna Petrovna de Rusia        |  |  |  |  |  |  |  |  |  |  |  |  |  |  |  |
| |                                               |  |  |  |  |  |  |  |  |  |  |  |  |  |  |  |
| |                                               |  |  |  |  |  |  |  |  |  |  |  |  |  |  |  |
| | 14. Samuel Skowroński                         |  |  |  |  |  |  |  |  |  |  |  |  |  |  |  |
| |                                               |  |  |  |  |  |  |  |  |  |  |  |  |  |  |  |
| |                                               |  |  |  |  |  |  |  |  |  |  |  |  |  |  |  |
| | 7. Emperatriz Caterina I de Rusia             |  |  |  |  |  |  |  |  |  |  |  |  |  |  |  |
| |                                               |  |  |  |  |  |  |  |  |  |  |  |  |  |  |  |
| |                                               |  |  |  |  |  |  |  |  |  |  |  |  |  |  |  |
| | 15. Elisabeth Moritz                          |  |  |  |  |  |  |  |  |  |  |  |  |  |  |  |
| |                                               |  |  |  |  |  |  |  |  |  |  |  |  |  |  |  |
| |                                               |  |  |  |  |  |  |  |  |  |  |  |  |  |  |  |